# Есаяс ван де Вельде
Есаяс ван де Вельде, також Велде (нід. Esaias van de Velde; бл. 1590, Амстердам, Нідерланди — 1630, Гаага, Нідерланди) — нідерландський художник-пейзажист і гравер.

## З життя і творчості
Есаяс ван де Вельде — син антверпенського художника Ганса ван де Вельде. Вчився у Гілліса ван Конінсло і Давида Вінкбонса.
У 1612 році став майстром гільдії Святого Луки. Попри те, що він працював у Гарлемі лише декілька років в 1610-1618 роках— Есаяс ван де Вельде вважається представником гарлемської школи живопису, яка внесла новий, емоційний аспект у голландський пейзаж.
Крім пейзажів з окремими фігурками людей Есаяс ван де Вельде писав міські види (ведути) і жанрові картини. Пізніша творчість художника вирізняється багатством композиції і яскравим колоритом. Крім цього, Е. ван де Вельде писав застільні сцени і кавалерійські битви, які стали зразком для багатьох поколінь баталістів. Збереглися також численні гравюри, виконані митцем.
Учнями Есаяса ван де Вельде були Ян ван Гоєн, Пітер ван Лар і Ян Асселін, сини Есаяс та Антоній.

## Галерея

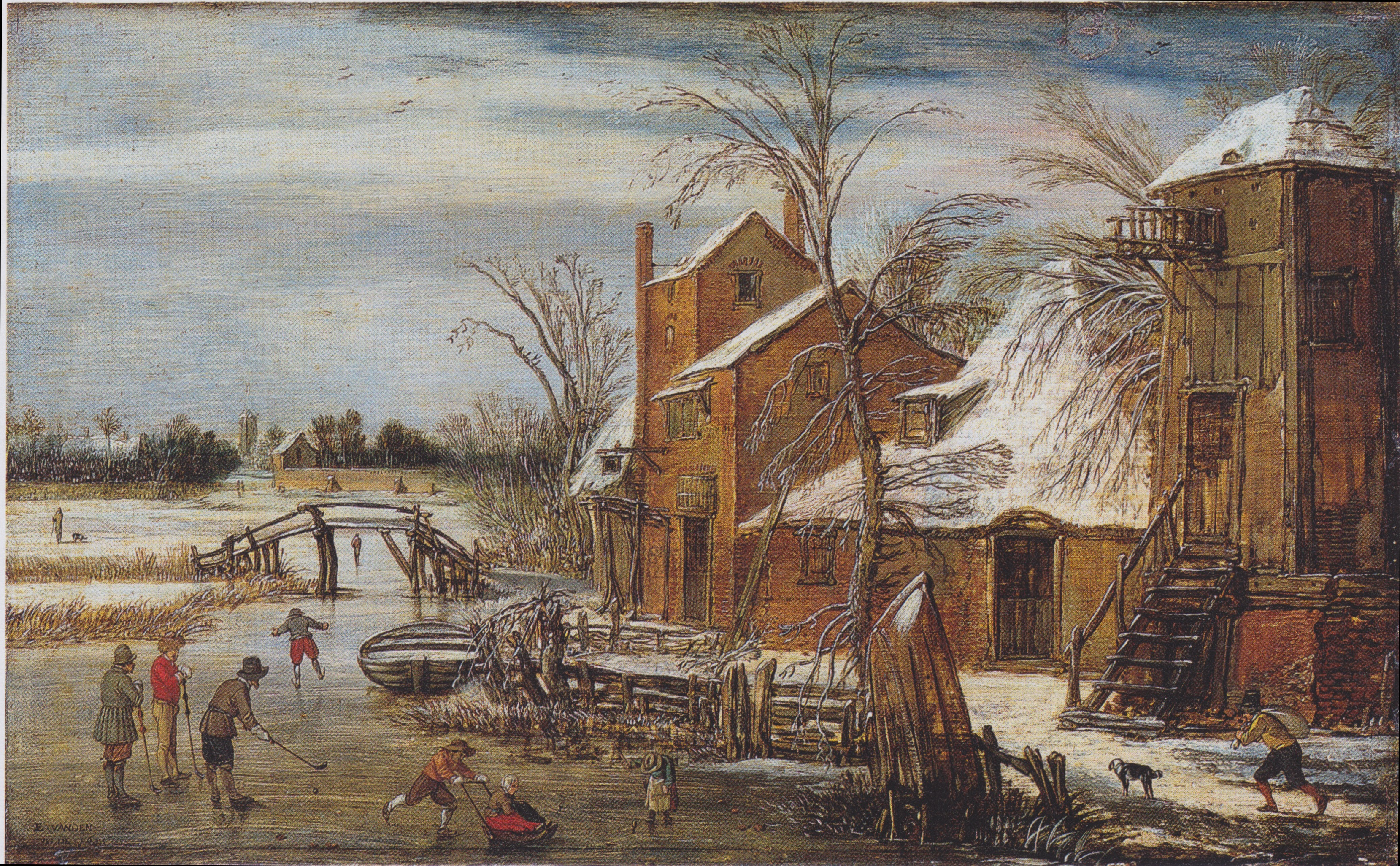
Зимовий пейзаж із ковзанярами. 1615. Картинна галерея. Дрезден
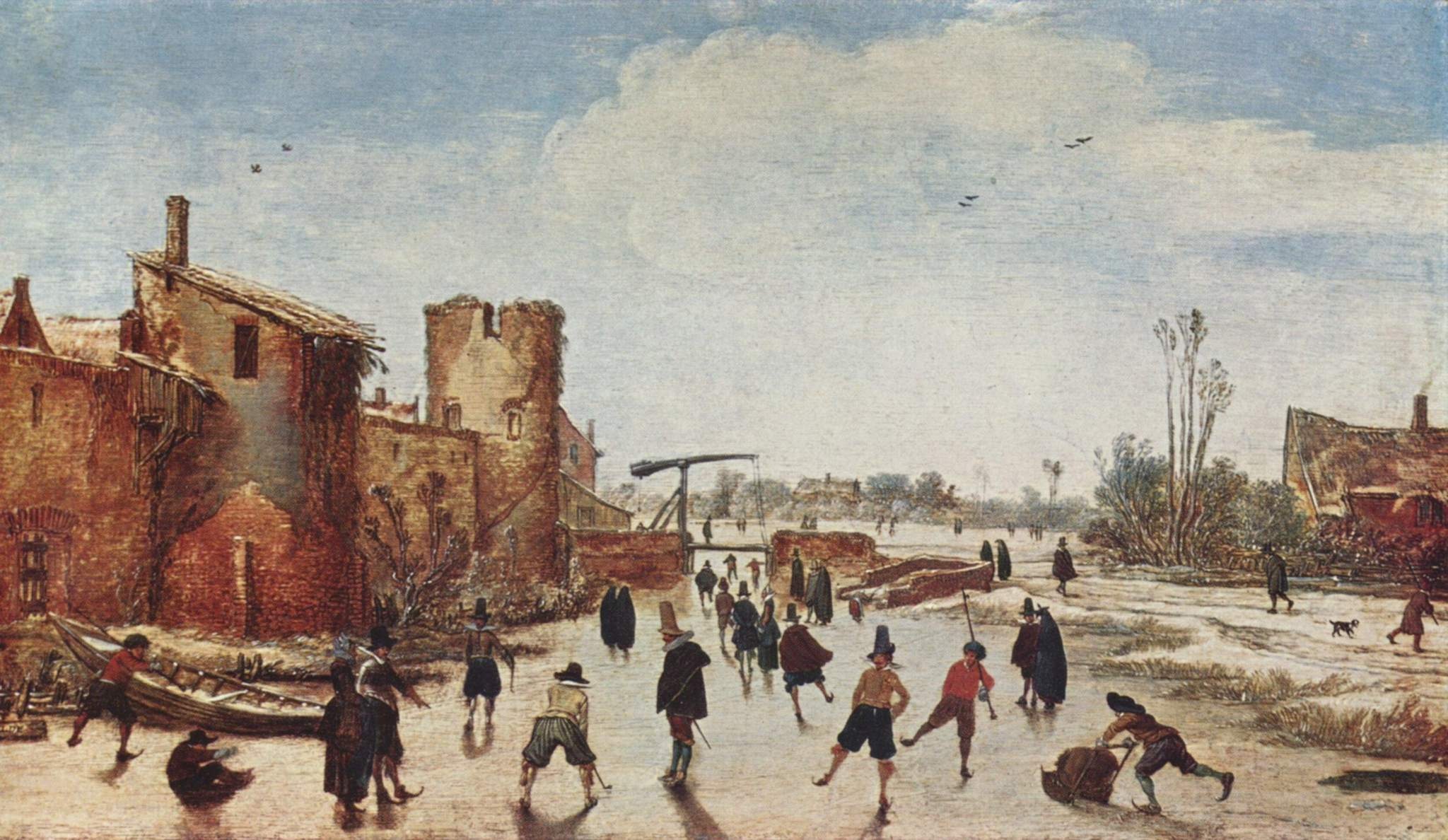
Зимові розваги на міському валу. 1618. Стара пінакотека. Мюнхен
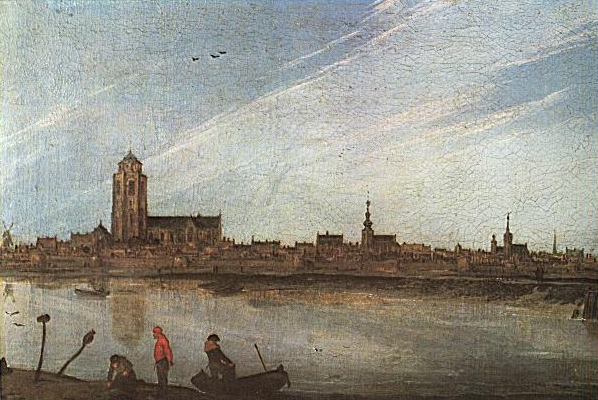
Вид на Зірікзеє. 1618. Картинна галерея. Берлін
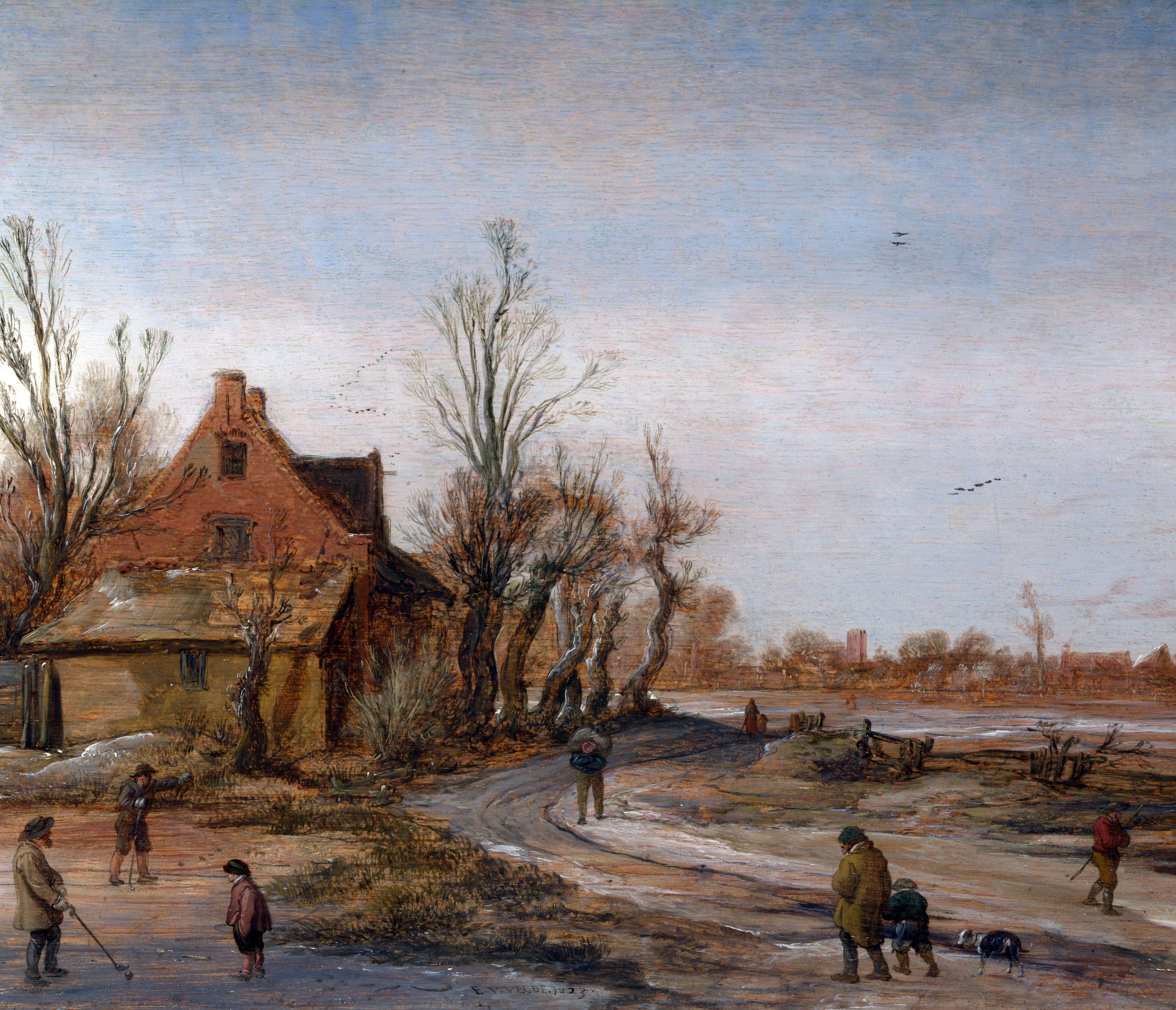
Зимовий пейзаж. 1623. Національна галерея. Лондон